# Таргама, Тийю Августовна
Ти́йю А́вгустовна Та́ргама (эст. Tiiu Targama; до 1935 года — Lydia Terkmann; 1907—1994) — эстонская советская органистка и дирижёр

## Биография
Родилась 10 (23 января) 1907 года в Ревеле (ныне Таллинн, Эстония) в семье органиста Августа Теркманна. В 1926 году окончила Таллиннское коммерческое училище для девочек, в 1919—1923 годах училась в Таллиннской консерватории игре на фортепиано (класс Хелми Витола), а с 1923 года — на органе (класс А. Ю. Топмана), в 1930 году окончила Таллиннской консерватории по специальности композитор (класс А. Й. Каппа). Был концертмейстером и органистом Эстонии (1926—1929; 1931—1936), хормейстером (1933—1946; 1949—1952), хормейстером (1946—1949) и главным хормейстером (1952—1963), органистом радиовещания (1929—1930), хормейстером и концертмейстером в театре «Эндла» (1930—1931) и преподавателем Оперной студии Таллиннской государственной консерватории (1963—1982). Выступал с сольными концертами и как солист на симфонических концертах. Написал в 1930 году («Моряк на суше», «Осенние мысли», «Пустая болтовня»). Член Союза театральных деятелей Эстонии (1953).
Умерла 1 августа 1994 года в Таллине.

## Творчество

### Музыкальный руководитель
- 1945 — «Гамлет» Шекспира (музыка Э. А. Каппа)
- 1946 — «Песнь пустыни» З. Ромберга
- 1947 — «Сирано де Бержерак» Э. Ростана (музыка В. М. Реймана); «Сватовство» А. Китцберга (музыка Ю. Я. Симма)
- 1945 — «Цыганский барон» И. Штрауса
- 1948 — «Сильва» И. Кальмана
- 1949 — «Великий скрипач» Ф. Легара; «Вольный ветер» И. О. Дунаевского

### Хормейстер
- 1934, 1940, 1946, 1957 — «Пиковая дама» Чайковского
- 1934 — «Дама с радугой» Ж. Жильбера
- 1935 — «Марица» И. Кальмана
- 1936 — «Русалка» А. С. Даргомыжского
- 1936, 1943, 1947, 1962 — «Богема» Дж. Пуччини
- 1941, 1950, 1962 — «Травиата» Дж. Верди
- 1942, 1947, 1955 — «Кармен» Ж. Бизе
- 1942 — «Тангейзер» Р. Вагнера; «Викерцы» Э. Аава
- 1944 — «Евгений Онегин» П. И. Чайковского
- 1945, 1948, 1956 — «Огни мщения» Э. А. Каппа
- 1949 — «Берег бурь» Г. Г. Эрнесакса
- 1950 — «Певец свободы» Г. Г. Эрнесакса
- 1951 — «Князь Игорь» А. П. Бородина
- 1952, 1956 — «Борис Годунов» М. П. Мусоргского
- 1958 — «Свадьба Фигаро» В. А. Моцарта
- 1961 — «Лембиту» В. Х. Каппа
- 1963 — «Отелло» Дж. Верди

## Награды и звания
- заслуженная артистка Эстонской ССР (1954)
- Сталинская премия второй степени (1952) — за оперный спектакль «Певец свободы» Э. А. Каппа (1950), поставленный на сцене ГТОБ ЭССР